# Chevigny-Saint-Sauveur
Chevigny-Saint-Sauveur ist eine französische Stadt mit 10.895 Einwohnern (Stand 1. Januar 2022) im Département Côte-d’Or in der Region Bourgogne-Franche-Comté. Sie gehört zum Arrondissement Dijon und zum Kanton Chevigny-Saint-Sauveur.

## Geographie
Die Stadt liegt im Ballungsraum südöstlich von Dijon. Die Nachbargemeinden von Chevigny-Saint-Sauveur sind Couternon im Norden, Bressey-sur-Tille im Nordosten, Magny-sur-Tille im Osten, Fauverney im Südosten, Neuilly-Crimolois im Süden und Südwesten, Dijon und Sennecey-lès-Dijon im Westen sowie Quetigny im Nordwesten.
Die Stadt wird vom Fluss Norges durchquert.

## Geschichte
Eine erstmalige Erwähnung des Dorfes Chevigny stammt aus dem Jahr 878.

### Bevölkerungsentwicklung
| Jahr                       | 1962 | 1968 | 1975 | 1982 | 1990 | 1999   | 2006 | 2016   | 2019   |
| Einwohner                  | 491  | 1412 | 5647 | 7137 | 8223 | 10.141 | 9460 | 11.496 | 11.123 |
| Quellen: Cassini und INSEE |      |      |      |      |      |        |      |        |        |

## Sehenswürdigkeiten

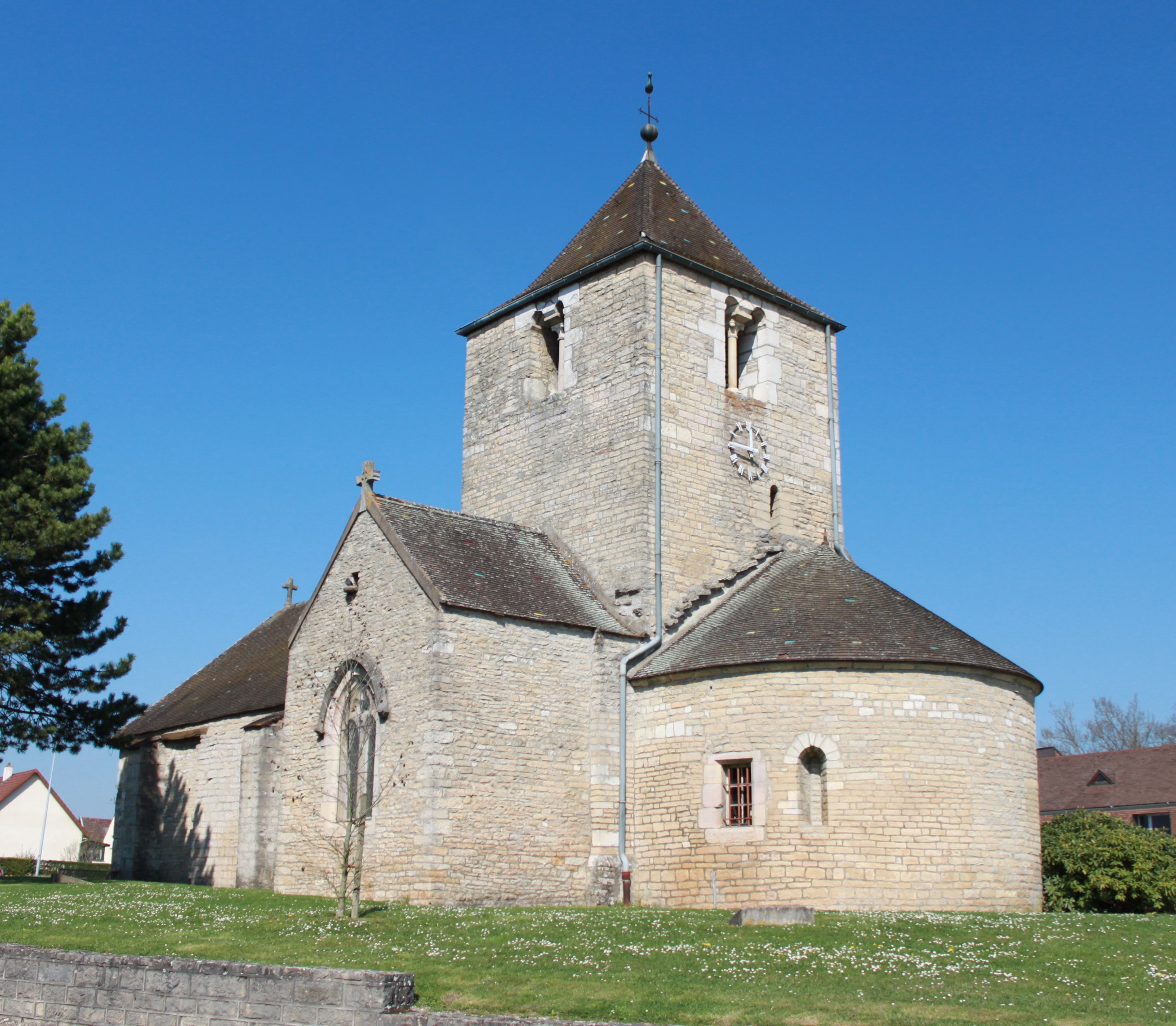
Kirche Sainte-Trinité

- romanische Kirche Sainte-Trinité, um 1178 erbaut
- Château de Chevigny, im 17. Jahrhundert errichtet

## Städtepartnerschaften
- Bobenheim-Roxheim, Rheinland-Pfalz, Deutschland, seit 1980
- Jeßnitz, Sachsen-Anhalt, Deutschland